# Marion Rung

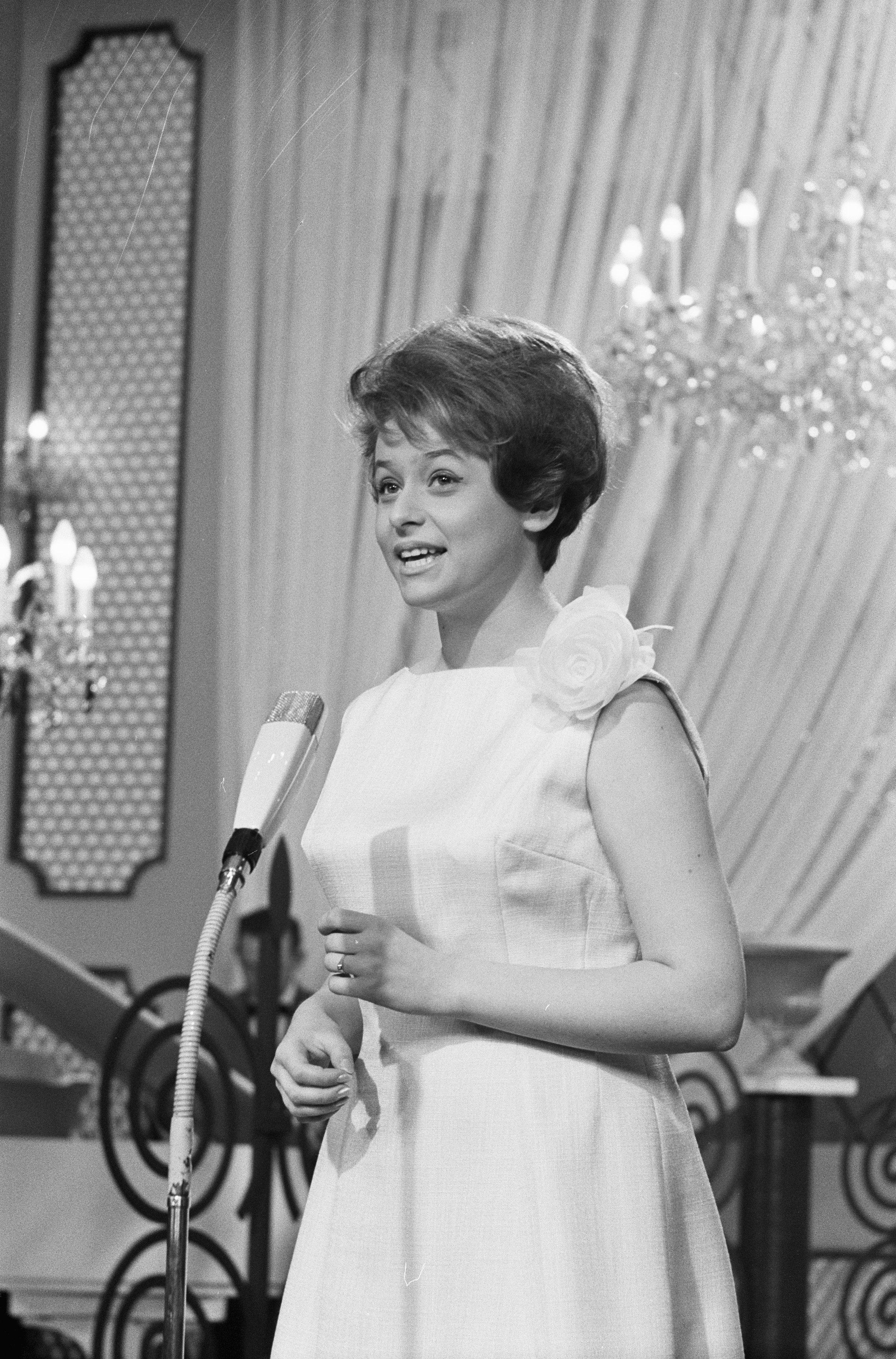
Marion Rung beim ESC 1962

Marion Rung (geboren am 7. Dezember 1945 in Helsinki) ist eine finnische Schlagersängerin. 1962 und 1973 vertrat sie Finnland beim Eurovision Song Contest.

## Leben und Wirken
Seit der Veröffentlichung ihrer ersten Single Brigitte Bardot / Mexico im Jahr 1961 zählt sie zu den erfolgreichsten Sängerinnen des Landes. 1962 gewann sie mit dem Titel Tipi-tii die finnische Vorausscheidung zum Grand Prix Eurovision und trat am 18. März des Jahres für Finnland beim im Luxemburg stattfindenden Eurovision Song Contest 1962 an. Sie belegte den siebenten Rang, die bis dahin beste Platzierung für einen finnischen Beitrag. 1973 trat sie mit dem in englischer Sprache vorgetragenen Titel Tom Tom Tom erneut bei diesem Wettbewerb an. Diesmal belegte sie den sechsten Platz. Für Finnland, das in der Geschichte des Grand Prix lange das erfolgloseste Land war, stellte dies bis zum Sieg der Hard-Rock-Band Lordi im Jahr 2006 die beste Platzierung dar. Darüber hinaus erreichte Tom Tom Tom auch Platz eins der finnischen Single-Charts.
1980 erreichte sie beim 4. Intervision-Liederwettbewerb im polnischen Sopot mit dem Titel Where Is the Love sogar den ersten Platz.
In Finnland war sie seit ihren ersten Aufnahmen sowohl mit Eigenkompositionen als auch mit finnischen Interpretationen englischer und amerikanischer Titel wie Lady Sunshine and Mr. Moon oder My Boy Lollipop erfolgreich. In den 1970er Jahren nahm Rung auch einige Singles auf Deutsch auf, von denen El Bimbo wohl die erfolgreichste war. Daneben sang sie auch auf Schwedisch, Englisch, Französisch, Hebräisch und Jiddisch. 1972 trat Rung, die einer jüdischen Familie entstammt, mit dem Showprogramm Shalom hervor, in dem sie traditionelle jüdische Lieder wie Hava Nagila darbot.
In den 1970er und 1980er Jahren war sie weiterhin im finnischen Fernsehen präsent, auch wenn die Erfolge nachließen. Ein großer Bühnenerfolg war die im Jahr 2000 durchgeführte Tour Leidit lavalla mit den drei anderen großen Stars des finnischen Schlagers: Katri Helena, Paula Koivuniemi und Lea Laven. Im Jahr darauf beging sie ihr 40-jähriges Bühnenjubiläum mit einer Tournee durch die finnischen Tanztempel (tanssilavat).
Anlässlich des Eurovision Song Contest 2007 in Helsinki gab die finnische Post am 9. Mai 2007 einen Bogen mit vier Briefmarken heraus. Auf einer Briefmarke ist Marion Rung abgebildet.

## Diskografie
Alben
- 1969: Marion on onnellinen
- 1972: Shalom
- 1973: Tom Tom Tom (FI: Gold)[2]
- 1974: Lauluja sinusta (FI: Gold)
- 1975: El Bimbo (FI: Platin)
- 1975: Marionin parhaita (FI: Gold)
- 1976: Baby Face (FI: Gold)
- 1977: Marion "77" (FI: Gold)
- 1978: Rakkaus on hellyyttä (FI: Gold)
- 1978: Love is...
- 1978: Por favor
- 1979: Onni on kun rakastaa (FI: Gold)
- 1980: Moni-ilmeinen Marion
- 1982: Rakkaimmat lauluni
- 1983: Elän kauttasi
- 1984: Nainen
- 1988: Marion -88
- 1989: Marionin konsertti
- 1994: Nuo silmät
- 1995: Hän lähtee tanssiin
- 1997: Yön tähdet
- 2000: Sadetanssi
- 2000: Leidit Levyllä
- 2009: Elämän voimaa